# Lestodiplosis lonicericola
Lestodiplosis lonicericola är en tvåvingeart som beskrevs av Fedotova 2003. Lestodiplosis lonicericola ingår i släktet Lestodiplosis och familjen gallmyggor. Inga underarter finns listade i Catalogue of Life.